# Joachim Król
Joachim Król (Herne, 17 juni 1957) is een Duits theater- en filmacteur. In België en Nederland is hij vooral bekend van zijn rol als pelsjager Lars in Licht (When the light comes).

## Filmografie
- 1984: Kaltes Fieber
- 1988: Wo immer du bist
- 1990: Liebesgeschichten
- 1991: Życie za życie: Maksymilian Kolbe
- 1993: Wir können auch anders
- 1993: Die tödliche Maria
- 1994: Der bewegte Mann
- 1994: Polizeiruf 110 - Totes Gleis (televisieserie)
- 1995: Wilsberg - Und die Toten lässt man ruhen (televisieserie)
- 1995: Keiner liebt mich
- 1996: Das Superweib
- 1996: Es geschah am hellichten Tag
- 1997: Rossini - oder die mörderische Frage, wer mit wem schlief
- 1997: Die Unschuld der Krähen
- 1997: Schräge Vògel
- 1998: Zugvögel - Einmal nach Inari
- 1998: Lola rennt
- 1998: Bin ich schön?
- 1998: Die Stunde des Lichts
- 1999: Ein Lied von Liebe und Tod (Gloomy Sunday)
- 2000: Der Krieger und die Kaiserin
- 2000: Donna Leon - Vendetta (televisieserie)
- 2000: Donna Leon - Venezianische Scharade (televisieserie)
- 2001: Anne Frank: The Whole Story
- 2002: Donna Leon - In Sachen Signora Brunetti (televisieserie)
- 2002: Donna Leon - Nobiltà
- 2002: Viel passiert - Der BAP-film
- 2002: Der Kuss des Bären (Bear's Kiss)
- 2003: Wenn Weihnachten wahr wird
- 2004: Silentium
- 2004: Lautlos
- 2004: Drechslers zweite Chance
- 2004: Schneeland
- 2005: Unkenrufe - Zeit der Versöhnung
- 2005: Tod eines Keilers
- 2006 - 2008: Tatort (televisieserie) - twee afleveringen
- 2006: Warum halb vier?
- 2006: Kronprinz Rudolfs letzte Liebe
- 2006: Windland
- 2006: Mal sehen, ob jut
- 2007 – 2008: Lutter (televisieserie) - vier afleveringen
- 2007: Die drei Räuber

- 2008: Tatort: Häschen in der Grube
- 2008: Adam Resurrected
- 2008: SOKO Köln - Man liebt nur einmal (televisieserie)
- 2009: Mein Leben – Marcel Reich-Ranicki
- 2009: Mullewapp – Das große Kinoabenteuer der Freunde
- 2010: Henri 4
- 2010: Aghet – Ein Völkermord
- 2010: Einsatz in Hamburg – Rot wie der Tod (televisieserie)
- 2011: Nachtschicht – Ein Mord zu viel (televisieserie)
- 2011: Tatort: Eine bessere Welt
- 2011: Tom Sawyer
- 2011: Tatort: Der Tote im Nachtzug
- 2012: Tatort: Es ist böse
- 2012: Ausgerechnet Sibirien
- 2012: Tatort: Im Namen des Vaters
- 2012: König des Comics
- 2013: Tatort: Wer das Schweigen bricht
- 2014: Tatort: Der Eskimo

- 2015: Helen Dorn: Bis zum Anschlag (televisieserie)
- 2015: Tatort: Das Haus am Ende der Straße
- 2015: Pampa Blues

- 2015: De Dassler broers: Adidas versus Puma

- 2016: Letzte Ausfahrt Gera – Acht Stunden mit Beate Zschäpe
- 2016: Neben der Spur – Amnesie (televisieserie)
- 2016: The Jungle Book (stem)
- 2016: Collide
- 2016: Der Bankraub
- 2016: Das Sacher
- 2016: Die Dasslers – Pioniere, Brüder und Rivalen
- 2016: Über Barbarossaplatz
- 2017: Timm Thaler oder das verkaufte Lachen (stem)
- 2017: Tod im Internat
- 2017: Zwischen Himmel und Hölle
- 2018: Mackie Messer – Brechts Dreigroschenfilm
- 2018: Polizeiruf 110: Das Gespenst der Freiheit
- 2018: Der Junge muss an die frische Luft
- 2018: Endlich Witwer
- 2018: Lehman. Gier frisst Herz
- 2018: Die Auferstehung
- 2019: Die Spur der Mörder
- 2019: Preis der Freiheit (televisie-driedeler)
- 2019: Der König von Köln
- 2020: Berlin Alexanderplatz
- 2020: In Wahrheit: Jagdfieber (televisieserie)
- 2020: The Postcard Killings
- 2020: Schuss in der Nacht – Die Ermordung Walter Lübckes (televisie-dokudrama)
- 2021: Bekenntnisse des Hochstaplers Felix Krull
- 2021: Endlich Witwer – Forever Young
- 2022: Alles in bester Ordnung
- 2022: Wunderschön
- 2022: Erzgebirgskrimi – Verhängnisvolle Recherche
- 2023: Blutholz
- 2023: Endlich Witwer – Über alle Berge
- 2023: Wochenendrebellen
- 2023: Zwei Weihnachtsmänner sind einer zu viel
- 2023: 791 km
- 2024: Eine Million Minuten
- 2024: Zeit Verbrechen - Der Panther (miniserie)

## Luisterboeken (selectie)
- 2006: Der Zitronentisch van Julian Barnes, Random House Audio Köln, 2 CDs 126 Min., ISBN 978-3-86604-209-4.
- 2006: Hau van Bernd Schroeder, Random House Audio, ISBN 978-3-86604-352-7.
- 2006: Gefährliche Geliebte van Haruki Murakami, Deutsche Grammophon, ISBN 978-3-8291-1611-4.
- 2007: Der wunde Punkt van Mark Haddon, Random House Audio, ISBN 978-3-86604-752-5.
- 2008: Dem Vergessen entrissen – Eine Hommage an Richard Yates. Live-opname met Maria Schrader en Roger Willemsen, Random House Audio, ISBN 978-3-86604-930-7.
- 2010: Angerichtet van Herman Koch, Argon Verlag Berlin, 6 CDs 468 Min., ISBN 978-3-8398-9105-6.
- 2015: Icarus van Deon Meyer, Aufbau Audio, ISBN 978-3-945733-08-0.